# Сент-Мор, Элис, 7-я баронесса Сент-Мор
Элис де Сент-Мор (англ. Alice de St Maur; до 1409 — после 1430) — английская аристократка, 7-я баронесса Сент-Мор и 6-я баронесса Ловел из Кэри в своём праве (suo jure) с 1409 года. Единственный ребёнок Ричарда де Сент-Мора, 6-го барона Сент-Мора, и Мэри Пейвр. После смерти отца унаследовала семейные владения в Сомерсете, Уилтшире и Глостершире и права на баронский титул. Стала женой Уильяма ла Зуша, 5-го барона Зуша из Харингуорта. В этом браке родился сын Уильям, унаследовавший от матери титулы барона Сент-Мора и барона Ловела, а от отца — титул барона Зуша.